# دبیرخانه بخش یاتینووارا
دبیرخانه بخش یاتینووارا (انگلیسی: Yatinuwara Divisional Secretariat) یک منطقه مسکونی در کشور سری‌لانکا است.